# Szydłowo (gromada w powiecie wałeckim)
Szydłowo – dawna gromada, czyli najmniejsza jednostka podziału terytorialnego Polskiej Rzeczypospolitej Ludowej w latach 1954–1972.
Gromady, z gromadzkimi radami narodowymi (GRN) jako organami władzy najniższego stopnia na wsi, funkcjonowały od reformy reorganizującej administrację wiejską przeprowadzonej jesienią 1954 do momentu ich zniesienia z dniem 1 stycznia 1973, tym samym wypierając organizację gminną w latach 1954–1972.
Gromadę Szydłowo z siedzibą GRN w Szydłowie utworzono – jako jedną z 8759 gromad na obszarze Polski – w powiecie wałeckim w woj. koszalińskim na mocy uchwały nr 43/54 WRN w Koszalinie z dnia 5 października 1954. W skład jednostki weszły obszary dotychczasowych gromad Szydłowo, Jaraczewo, Pokrzywnica, Kłoda, Kotuń i Dolaszewo oraz częściowo Leźnica ze zniesionej gminy Róża Wielka w tymże powiecie. Dla gromady ustalono 20 członków gromadzkiej rady narodowej.
31 grudnia 1959 do gromady Szydłowo włączono obszar zniesionej gromady Skrzatusz (bez wsi Zawada i przysiółka Wildek) oraz wsie Leżenica i Gądek ze zniesionej gromady Róża Wielka w tymże powiecie.
31 grudnia 1971 do gromady Szydłowo włączono wsie Nowy Dwór i Róża Wielka z gromady Różewo w tymże powiecie.
Gromada przetrwała do końca 1972 roku, czyli do kolejnej reformy gminnej. 1 stycznia 1973 w powiecie wałeckim utworzono gminę Szydłowo (od 1999 gmina znajduje się w powiecie pilskim w woj. wielkopolskim).